# Tĩnh Hải (phường)
Tĩnh Hải là một phường thuộc thị xã Nghi Sơn, tỉnh Thanh Hóa, Việt Nam.

## Địa lý
Phường Tĩnh Hải nằm ở phía đông nam thị xã Nghi Sơn, có vị trí địa lý:
- Phía đông giáp Biển Đông
- Phía tây và phía nam giáp phường Mai Lâm
- Phía bắc giáp các phường Hải Bình, Trúc Lâm.

Phường Tĩnh Hải có diện tích tự nhiên 5,44 km², quy mô dân số năm 2022 là 8.784 người, mật độ dân số đạt 1.615 người/km². Dân cư sinh sống tại Tĩnh Hải chủ yếu là người Kinh.

## Lịch sử
Trước đây, Tĩnh Hải là một xã thuộc huyện Tĩnh Gia. Xã Tĩnh Hải có 3 thôn: Liên Vinh, Thắng Hải, Trung Sơn.
Ngày 22 tháng 4 năm 2020, Ủy ban Thường vụ Quốc hội ban hành Nghị quyết số 933/NQ-UBTVQH14 về việc thành lập thị xã Nghi Sơn và các phường thuộc thị xã Nghi Sơn (nghị quyết có hiệu lực từ ngày 1 tháng 6 năm 2020). Theo đó, chuyển huyện Tĩnh Gia thành thị xã Nghi Sơn và thành lập phường Tĩnh Hải trên cơ sở toàn bộ 6,73 km² diện tích tự nhiên và 11.915 người của xã Tĩnh Hải.
Năm 2022, phường Tĩnh Hải có diện tích tự nhiên 6,73 km², quy mô dân số là 7.989 người, được chia thành 3 tổ dân phố.
Ngày 24 tháng 10 năm 2024, Ủy ban Thường vụ Quốc hội thông qua Nghị quyết số 1238/NQ-UBTVQH15 (có hiệu lực từ ngày 1 tháng 1 năm 2025); trong đó có việc giải thể xã Hải Yến và điều chỉnh quy mô phường Tĩnh Hải do dự án Nhà máy lọc hóa dầu Nghi Sơn. Cụ thể, phường Tĩnh Hải:
- chuyển 1,09 km² diện tích nằm trong Nhà máy cùng 0,64 km² diện tích ở phía nam và phía tây Nhà máy (thuộc tổ dân phố Trung Sơn) về phường Mai Lâm
- nhận 0,45 km² diện tích và 795 người (toàn bộ thôn Bắc Yến) từ xã Hải Yến.[9]

Sau khi sắp xếp, phường Tĩnh Hải có diện tích và dân số như hiện nay.

## Hành chính
Phường Tĩnh Hải được chia thành 3 tổ dân phố: Liên Vinh, Thắng Hải, Trung Sơn, đồng thời tiếp nhận thêm thôn Bắc Yến thuộc xã Hải Yến (cũ).